# Nar (lettre)
Cette page contient des caractères spéciaux ou non latins. S’ils s’affichent mal (▯, ?, etc.), consultez la page d’aide Unicode.
Ne doit pas être confondu avec Б.
Pour les articles homonymes, voir Nar.
Nar, (ნარ, [nar], en géorgien) est la 13e lettre de l'alphabet géorgien.

## Linguistique
Nar est utilisé pour représenter le son [n].
Dans la norme ISO 9984, la lettre est translittérée par « n ».

## Représentation informatique
- Unicode[1] :
  - Asomtavruli Ⴌ : U+10AC
  - Mkhedruli et nuskhuri ნ : U+10DC